# Kurt Steinmann
Kurt Steinmann (Roggliswil, Cantó de Lucerna, 3 de novembre de 1962) va ser un ciclista suís, que fou professional entre el 1987 i el 1991.

## Palmarès
- 1986
  - 1r al Gran Premi de Brissago
  - 1r a la Tannenberg-Rundfahrt
- 1987
  - 1r a la Stausee-Rundfahrt Klingnau
- 1989
  - Vencedor d'una etapa a la Volta a Suïssa

### Resultats al Giro d'Itàlia
- 1988. 71è de la classificació general
- 1989. 115è de la classificació general

### Resultats al Tour de França
- 1990. 94è de la classificació general